# Gallos Brook
Der Gallos Brook ist ein Wasserlauf in Oxfordshire, England. Er entsteht in Upper Heyford und fließt in südlicher Richtung bis zu seiner Mündung in den River Ray östlich von Islip.